# Zeriassa purcelli
Espèce
Zeriassa purcelli est une espèce de solifuges de la famille des Solpugidae.

## Distribution
Cette espèce est endémique d'Afrique du Sud.

## Description
Le mâle holotype mesure 26 mm.

## Étymologie
Cette espèce est nommée en l'honneur de William Frederick Purcell.

## Publications originales
- Hewitt, 1914 : Records of species of Solifugae in the collection of the Transvaal Museum and descriptions of several new species of the family Solpugidae. Annals of the Transvaal Museum, vol. 4, p. 160-167 (texte intégral).